# Stelling van Glaisher
In de getaltheorie is de stelling van Glaisher een identiteit die nuttig is voor de studie van partities. De stelling is genoemd naar Brits wiskundige James Whitbread Lee Glaisher. 

## Stelling
De stelling zegt dat het aantal partities van een geheel getal {\displaystyle N} waarbij de elementen niet deelbaar zijn door {\displaystyle d} gelijk is aan het aantal partities van de vorm {\displaystyle N=N_{1}+\ldots +N_{k}}, waarbij {\displaystyle N_{i}\geq N_{i+1}} en {\displaystyle N_{i}\geq N_{i+d-1}+1}. Met andere woorden, het aantal partities waarbij geen enkel element {\displaystyle d} of meer keren herhaald wordt. 
Bij {\displaystyle d=2} beschrijft deze stelling een speciaal geval dat beter gekend is als de partitiestelling van Euler: het aantal parities van {\displaystyle N} in unieke elementen is gelijk aan het aantal partities van {\displaystyle N} met oneven elementen.

## Vergelijkbare stellingen
Als men in plaats van het aantal partities met unieke elementen het aantal partities met element die minstens een verschil van twee hebben telt, bekomt men de stelling van Roger, genoemd naar Leonard James Rogers:
Het aantal partities wier elementen een verschil hebben van minstens twee is gelijk aan het aantal partities met enkel de elementen die congruent zijn met 1 of 4 (mod 5).
Er zijn bijvoorbeeld 6 partities van 10 met elementen die ten minste 2 verschillen, namelijk 10, 9 + 1, 8 + 2, 7 + 3, 6 + 4, 6 + 3 + 1 en 6 partities van 10 met slechts 1, 4, 6, 9 ..., namelijk 9 + 1, 6 + 4, 6 + 1 + 1 + 1 + 1, 4 + 4 + 1 + 1, 4 + 1 + 1 + 1 + 1 + 1 + 1, 1 + 1 + 1 + 1 + 1 + 1 + 1 + 1 + 1 + 1. De stelling werd onafhankelijk ontdekt door Schur en Ramanujan. 